# Annette Marquard
Annette Marquard (Hagen (Rin del Nord-Westfàlia), 2 de maig, 1964) és una cantant alemanya de jazz i pop i professora de cantautors.

## Biografia
Marquard va créixer com el quart fill d'una família amb talent musical a Westfàlia i Hesse. Des dels vuit anys, Marquard va ser influenciada musicalment a través de l'entrenament de la veu, el treball del cor i les lliçons de piano, fins i tot al Conservatori Hoch de Frankfurt del Main. La formació continuada en les àrees del cant de jazz, la composició de cançons i el treball escènic va seguir paral·lelament als estudis completats de pedagogia social a Frankfurt del Main. L'any 1994 Marquard es va fer autònom com a cantant i conferenciant.
A través de bandes de la zona del Rin-Main com Club Supreme Band o Boxer, Marquard va arribar a 3p (Pelham Power Productions), entre d'altres, i va cantar en dues gires per a Sabrina Setlur. A continuació, hi van haver treballs per a Sarah Connor, Chris Rea i concerts de suport per a Elton John, Eros Ramazzotti, Whitney Houston i Michael Jackson.
Del 2002 al 2008, Marquard va cantar suports per a Xavier Naidoo, amb qui ja va treballar junts sota 3p. El 2008 va acabar la col·laboració amb la producció "unplugged" de MTV "Wettsingen in Schwetzingen".
Amb el programa "Between Heaven & Earth" el Quintet Annette Marquard va ser entre d'altres. 2003 a la Schauspielhaus Bochum. Al Lit.Cologne 2014 va actuar amb l'Alexander Paeffgen Trio.
Des de 2003 forma part de l'equip de cap de departament de la "Popakademie Baden-Württemberg" en l'àrea de música popular.

## Activitat docent
Després d'ensenyar a la "Future Music School" i a l'Escola de Música "Rocksound d'Aschaffenburg" i a l'Escola de Música "SRG d'Offenbach am Main", va seguir una plaça de professor a l'"HfMDK Frankfurt" el 1998, que va acabar el 2020. Del 2019 al 2020, Marquard va treballar a la Universitat de Berna, HKB, al departament d'actuació. Des de 2003, Marquard treballa com a cap de departament en els programes de grau i màster a la "Popakademie Baden-Württemberg". Va treballar com a professora a l'Acadèmia Federal d'Educació Musical Juvenil de Trossingen del 2003 al 2021.
A finals de 2009-2017 va treballar com a conferenciant per a un projecte de banda del "German Music Council" i el "Popcamp" sota la direcció de Henning Rümenapp i Michael Talkemeier.
El 2015, Marquard va rebre una càtedra W2 en les àrees de composició de cançons, cant i formació de bandes a la "Popakademie Baden-Württemberg". Des de 2022, Marquard dirigeix el programa de màster "Poplar Music" a la "Popakademie Baden-Württemberg".

## Llibres de text
- Pràctica vocal: Stimmbildung für Sänger und Sprecher; formació de veu per a cantants i locutors, PPV MEDIEN, Bergkirchen 2007
- Treballa la teva veu: Tipps und Tricks für Sänger und Songwriter,; consells i trucs per a cantants i compositors, PPV MEDIEN, 2016
- Aparença forta: el programa de formació per a més confiança en un mateix a la vida professional, Junfermann Verlag 2021

## Projectes
Teatre
- Walhalla Theatre Wiesbaden, "Del diari d'Uschi Obermaier" (2005)
- Schauspielhaus Bochum, "Vés pel teu propi camí" (2004)
- Walhalla Theatre Wiesbaden, "Fassbinder i les seves cançons" (2004)
- 1200è aniversari de Goethe, Paulskirche Frankfurt am Main, Teatre Willy Praml (1994)
- Paper principal a "Faust 2" (Helena)

Produccions televisives
- ZDF: Das kleine Fernsehspiel (1991)
- ARD: Sterne des Südens (1994 i 1995)
- HR: Fröhlich eingeschenkt MD: Paul Kuhn (1995–1999)
- SAT 1: Weck up zum Thema: Cantar et fa feliç (2012)
- ZDF: Pur+ zum Thema Kann jeder Mensch singen (2018)

## Discografia
- Marquard – Höhn – Nelson, Circle Games (2008)
- Annette Marquard Sextett, Go your own way (2003)
- Annette Marquard Trio, Between Heaven & Earth (2000)
- Michael Sagmeister, Soulfull Questions, CD (1995)
- Georg Ringsgwandl, Untersendling, CD (ed. 2010)

com a cantant de fons

- Xavier Naidoo, MTV Unplugged, Wettsingen in Schwetzingen, DVD (2008)
- Xavier Naidoo, Dieser Weg, Single-Auskopplung (2006)
- Xavier Naidoo live, Telegramm für X, CD (2005)
- Sabrina Setlur, 10 Jahre Sabrina Settlur, DVD (2004)
- Xavier Naidoo live, Alles Gute vor uns, Live-CD, DVD (2002)
- Boxer Stick together, Produktion: Edo Zanki, CD (1998)